# Kebarien
Das Kebarien (in der meist englischsprachigen Fachliteratur Kebaran, danach häufig Kebaran-Kultur) ist eine archäologische Kultur, die lange dem Jungpaläolithikum in der Levante zugerechnet wurde, die jedoch zunehmend dem Epipaläolithikum und damit der Phase vor der Entwicklung der produzierenden Lebensweise zugeordnet wird. Sie gilt also immer weniger als ausschließlicher Ausdruck der letzten levantinischen Jäger-und-Sammler-Kultur.
Das Kebarien wurde nach einem Fundort südlich von Haifa in Israel benannt, der Kebara-Höhle, obwohl der dort gemachte Fund eines Neandertalers von erheblich größerer Bedeutung ist. Bei den Angehörigen der Kebaran-Kultur handelte es sich um hochgradig mobile Jäger und Sammler, die lange Zeit nicht-geometrische, in der Endphase jedoch geometrische, mikrolithische Werkzeuge herstellten. Sie sammelten aber auch wildes Getreide und stellten Mahlwerkzeuge her, um die Körner verarbeiten zu können. Wahrscheinlich zogen die Gruppen im Sommer in höher gelegene Gebiete und verbrachten den regenreichen Winter in Höhlen und unter Felsüberhängen. Das Sammeln von Wildgetreide kann als Vorstufe zur Domestikation (vgl. neolithische Revolution) angesehen werden und leitet zum Anbau von Getreide über. 
Das Kebarien galt lange als letzte jungpaläolithische Kultur der Levante, also unter den Kulturen in den heutigen Staaten Syrien, Jordanien, Libanon, Israel und den Palästinensergebieten, heute jedoch eher als unmittelbare Vorgängerkultur des epipaläolithischen Natufien. Daher wurde es in jüngster Zeit auch zu den epipaläolithischen Kulturen gerechnet. Das Kebarien wird zwischen 18.000 und 12.000 v. Chr. datiert, gelegentlich auch früher einsetzend. 
Dabei lässt sich anhand der Werkzeuge eine starke Regionalisierung feststellen, zugleich finden sich bis etwa 13.000 v. Chr. nicht-geometrische, ab diesem Einschnitt geometrische Mikrolithen, also trapezförmige und dreieckige Werkzeugteile. In der Negevwüste entwickelte sich eine Variante des Kebarien, die als Negev-Kebarien bezeichnet und in die Phasen Harif und Helwan untergliedert wird. Geometrisches und Negev-Kebarien überlappen sich zumindest teilweise, wobei die Helwan-Phase ein wenig später datiert wird.
Gleichzeitig zu dieser Spätphase entwickelte sich in den mittelmeernahen, jedoch arideren Zonen das Muschabien, eine möglicherweise aus Nordafrika stammende Kultur. 
Funde von Siedlungsstellen sind selten und überwiegend klein. Sie umfassen meist Flächen von 100 bis 150 m². Flüchtige Schutzstrukturen ließen sich belegen. Jedoch fanden sich jüngst an der ostjordanischen Fundstelle Kharaneh IV 20.000 Jahre alte Siedlungsreste, die denen des Natufien kaum nachstehen. Es handelte sich um dauerhaft genutzte Lager mit festen Hütten.
Trotz geringer paläobotanischer Spuren scheint der Anteil pflanzlicher Nahrung zugenommen zu haben. An der Fundstätte Ohalo nahe dem See Genezareth fand man Überreste von 40 Pflanzenarten, vor allem von Getreide und essbaren Früchten. Wilde Gerste wurde gemahlen und gebacken, vielleicht auch wilder Weizen. Zur Tiernahrung gehörte Damwild in der nördlichen Levante, in der südlichen eher Gazellen. Die Dorkasgazelle und der Steinbock wurden in den trockeneren Gebieten gejagt, Kropfgazelle und Asiatischer Esel, eine Pferdeart, in den östlichen Steppen. Weniger häufig waren Auerochse, Wildschwein und Kuhantilope, hinzu kamen Schildkröten, Vögel, Reptilien, Hasen und Füchse. In günstigeren Gebieten mit einem reichen Nahrungsangebot scheinen die Mobilität geringer, die Wege zu den Ressourcen kürzer, die Bevölkerungsdichte größer gewesen zu sein. 
Besonders hoch entwickelt waren neben den Kompositwerkzeugen mit Mikrolithen, die Sicheln als Schneiden dienten, auch Knochenwerkzeuge, wie sie in der Kebaran-Höhle gefunden wurden.
Zu den bedeutenden Fundstellen zählen neben der Kebara-Höhle die Hayonim-Höhle im westlichen Galiläa, die zudem Ablagerungen aus dem Moustérien, Aurignacien sowie dem frühen und späten Natufien bot, dann die „geometrischen“ Fundstätten 'Uyun al-Hammam in Jordanien sowie Neve David in Israel und Wadi-Sayakh auf dem südlichen Sinai.